# Ребе (Сена и Марна)
Ребе (фр. Rebais) — коммуна в департаменте Сена и Марна (регион Иль-де-Франс) в центральной части северной Франции, к северу от Парижа.

## История
Известна по одноименному историческому католическому монастырю Ребе, связанному с именем святого Ажиля, в 7 веке бывшего его настоятелем.